# Paratrechina nettae
Paratrechina nettae är en myrart som först beskrevs av Auguste-Henri Forel 1911.  Paratrechina nettae ingår i släktet Paratrechina och familjen myror. Inga underarter finns listade i Catalogue of Life.